# Triángulo de las Bermudas

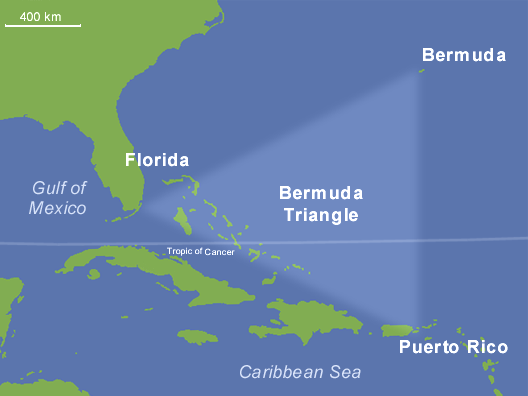
El Triángulo de las Bermudas según los límites indicados en el artículo de la revista Argosy, donde se popularizó el nombre. Los vértices son Miami; San Juan de Puerto Rico y las islas Bermudas. Otros autores señalaron puntos diferentes.

El Triángulo de las Bermudas es un área geográfica con forma de triángulo situada en el océano Atlántico, entre las islas Bermudas, Puerto Rico y la ciudad estadounidense de Miami (en el estado de Florida). Al unir estos tres puntos con una línea imaginaria se forma un triángulo de unos 1600 a 1800 km de lado, y una superficie aproximada de 1,1 millones de km². 

## Origen
El término fue creado en los años 1950 por varios escritores que publicaron artículos acerca de la presunta peligrosidad de la zona 
en especial el divulgador de lo paranormal Vincent Gaddis en la revista Argosy. El área circundante, en especial la costa de las Carolinas, ya era conocida por sus numerosos naufragios hasta el punto de ser llamada «el cementerio del Atlántico».
Otros nombres que recibió esa área a lo largo de la historia fueron los de «triángulo del diablo»,
«triángulo de la muerte»,
«cementerio del Atlántico» o
«mar de la mala suerte». 

## Contexto
Las embarcaciones que viajaban a Europa pasaban continuamente por esta zona para aprovechar los vientos dominantes y la corriente del Golfo. Luego, con el desarrollo de las máquinas de vapor y los barcos con motores de combustión interna, gran parte del tráfico del Atlántico Norte siguió cruzando a través del área del llamado «Triángulo de las Bermudas». 
La corriente del Golfo, un movimiento superficial de las aguas del océano que trae aparejado un tiempo muy inestable (con sus característicos huracanes), también pasa por el triángulo al abandonar el mar Caribe. La combinación de un denso tráfico marítimo y el tiempo tempestuoso, con grandes olas, pueden explicar la mayor parte de las desapariciones alegadas.

## Historia
La primera mención documentada acerca del Triángulo de las Bermudas se hizo en 1950: Edward Van Winkle Jones —periodista de Associated Press— escribió respecto a algunos barcos perdidos en la zona de las islas Bahamas. Jones dijo que las desapariciones de barcos, aviones y pequeños botes eran «misteriosas». Dos años después, en 1952, George X. Sand afirmó en un artículo de revista Fate que en esa zona sucedían «extrañas desapariciones marinas».
En 1964, el escritor sensacionalista Vincent Gaddis (1913-1997) acuñó el término «Triángulo de las Bermudas» en un artículo de la revista pulp estadounidense Argosy.
Al año siguiente publicó el libro Invisible horizons: true mysteries of the sea (‘Horizontes invisibles: los verdaderos misterios del mar’), donde incluía un capítulo llamado «El mortal triángulo de las Bermudas».

### El  triángulo
El artículo de Vincent Gaddis  determinó que el área de "desapariciones" formaba un triángulo cuyos vértices eran Miami, San Juan (Puerto Rico) y las islas Bermudas. 
Los escritores posteriores no siempre siguieron al pie de la letra estos límites, algunos incluso lo extendieron hasta la costa oeste de Irlanda, por lo cual la determinación de qué accidentes ocurrieron dentro del triángulo depende de quien los relata.

### Popularización
En 1974 —11 años después de la creación del término «Triángulo de las Bermudas»—, el pretendido misterio se convirtió en un verdadero mito gracias a Charles Berlitz (1914-2003), escritor neoyorquino sobre temas paranormales, que publicó el superventas El Triángulo de las Bermudas,  donde tomó gran parte de los relatos de Gaddis y recopiló otros casos de desapariciones, por lo general presentados de manera imprecisa, en ocasiones exagerados y con datos inventados.
El Triángulo de las Bermudas ha recibido el crédito de muchas desapariciones que ocurrieron muy lejos de sus límites «oficiales». A la fecha, unas 50 naves y 20 aviones se han perdido en esa área particular del océano Atlántico.
Aunque la mayoría de estas desapariciones pueden explicarse, otras no pueden serlo, y el tema continúa siendo un debate entre creyentes y escépticos.
- 1909: noviembre: The Spray, un pequeño yate del aventurero canadiense Joshua Slocum (20 de febrero de 1844-1858 14 de noviembre de 1909, o días después). [17]
- 1917: se hunde el SS Timandra, que se dirigía a Buenos Aires desde Norfolk (Virginia) con una carga de carbón y una tripulación de 21 personas. No emitió ninguna señal de radio, a pesar de que tenía la capacidad para ello.[17]
- 1919: se hunde la nave carguera USS Cyclops (AC-4) con 308 hombres a bordo, debido a un huracán. [17]
- 1921: se hunde la nave carguera Carroll A. Deering en el cabo Hatteras (a 1050 km al oeste de las islas Bermudas y unos 800 km al noroeste del triángulo de las Bermudas). [17]

### Lista cronológica de incidentes informados por Charles Berlitz
Los incidentes mencionados en su libro, se listan a continuación:
- 1846: el HMS Rosalie, barco que se dirigía a La Habana (Cuba), fue hallado sin tripulación.
- 1872: el Mary Celeste fue hallado a la deriva entre las islas Azores y la península ibérica, a unos 5000 km de distancia de las islas Bermudas.
- 1880: el HMS Atalanta, buque de guerra británico, se hunde en ruta hacia Inglaterra desde las Bermudas.
- 1902 (4 o 21 de octubre): el Freya, buque alemán encontrado a la deriva «poco después» de zarpar de Manzanillo (Cuba), hacia Chile. En realidad había dado la vuelta a Sudamérica por Punta Arenas (sur de Chile) y fue encontrado frente a la costa occidental de México (varios meses después de zarpar de Cuba), arrastrado por las corrientes del océano Pacífico.
- 1925 (21 de abril): el Raifuku Maru se hunde con testigos en medio de una tormenta a 1063 km al norte de las islas Bermudas totalmente fuera del Triángulo.
- 1925, octubre: se pierde el carguero estadounidense SS Cotopaxi, «que desde la costa de Florida transmitió que el tiempo se encontraba en calma, y no envió ninguna señal de auxilio». En realidad, Meyers (capitán del barco) informó por radio que el barco estaba escorando y que tenían la bodega llena de agua.
- 1926: se hunde el SS Suduffco, debido a un huracán (un capitán que salió en su búsqueda lo llamó «el peor tiempo que he visto en mi vida»).
- 1938: se hunde el HMS Angloaustralian en las islas Azores (a más de 4000 km al este del Triángulo), después de emitir «en la tarde hemos pasado Faial. Todo bien».
- 1942: el submarino francés Surcouf es embestido por el carguero estadounidense Thompson Lykes cerca del canal de Panamá (a unos 1800 km al sur de Miami; muy lejos del Triángulo).
- 1945: desaparecen cinco aviones TBM Avenger (el famoso Vuelo 19) de la Marina estadounidense desde Fort Lauderdale.
- 1947: se hunde el Army C-45 Superfort a 160 km de las Bermudas (fuera del Triángulo).
- 1948: se hunde el SS Samkey (Berlitz dice que se hundió en 1943, pero ese fue el año de botadura). Dio su posición: 41° 48’ N 24° O (200 km al noreste de Azores, y a 4200 km fuera del Triángulo). Solo transmite: «Todo va bien».
- 1948: desaparece la aeronave Tudor IV Star Tiger, con 31 pasajeros.
- 1948: desaparece un avión DC-3 NC16002, con 28 pasajeros y la tripulación.
- 1949: desaparece el segundo Tudor IV, Star Ariel.
- 1950: desaparece un avión Globemaster, de la Fuerza Aérea estadounidense.
- 1950: se hunde el carguero estadounidense SS Sandra (de 100 metros de largo), después de pasar por San Agustín (Florida) en su ruta hacia Puerto Cabello (Venezuela). Los restos del pecio fueron descubiertos en 2020 por Michael Barnette, que poco antes había localizado los restos del Cotopaxi.[18]
- 1952: desaparece un avión de transporte British York con 33 personas a bordo.
- 1954: desaparece un avión Lockheed Constellation, de la armada estadounidense, con 42 pasajeros a bordo.
- 1956: desaparece un hidroavión de la marina estadounidense, el Martin P5M, con 10 tripulantes.
- 1962: desaparece un avión cisterna KB-50 Tanker, de la fuerza aérea estadounidense.
- 1963: se hunde el Marine Sulphur Queen, probablemente al partir de Dry Tortugas; cargaba azufre fundido (posiblemente sin medidas de seguridad).
- 1967: desaparece un avión militar YC-122 convertido en avión de carga.
- 1967: se hunde el crucero Witchcraft a una milla de Miami; realizó una llamada a la guarda costera, pero a los 19 minutos ya se había hundido completamente.
- 1970: se hunde el carguero francés Milton Latrides cuando navegaba desde Nueva Orleans hacia Ciudad del Cabo; llevaba una carga de aceite vegetal y sosa cáustica.
- 1972 (aunque Berlitz dice 1973): se hunden en una tormenta dos cargueros alemanes: el Anita (de 20 000 toneladas, con una tripulación de 32 personas) y su barco gemelo, el Norse Variant (ambos con carga de carbón). Un superviviente de este último fue encontrado flotando en una balsa; describió la pérdida del barco en medio de un huracán. Las olas rompieron la tapa de la compuerta y hundieron rápidamente la nave. [17][4]

Además, sin dar más precisiones, Berlitz, menciona los siguientes barcos desaparecidos en el Triángulo:
- Atalanta.
- Gloria Colite.
- John and Mary.
- Rubicón (desaparecido en medio de una tormenta tropical; aunque Berlitz afirma que desapareció en tiempo normal).
- Stavenger (aparentemente es barco inexistente inventado por Berlitz). [17]

## Otras desapariciones
Posteriormente a la publicación del libro de Berlitz, se reportaron otras desapariciones supuestamente acontecidas en el Triángulo, aunque debe notarse que algunos no estuvieron en el área del Triángulo en el momento de su desaparición.
- 1976: se hunde el SS Sylvia L. Ossa en un huracán al oeste de las Bermudas (fuera del triángulo).
- 1978: se encuentra abandonado al SS Hawarden Bridge en las Indias Occidentales. Se presume que se debió a un crimen cometido. Meses antes, en febrero, la Guarda Costera de los Estados Unidos lo había detenido en Cape Knox y había encontrado marihuana.
- 1980: se hunde el SS Poet en un huracán, cuando transportaba grano hacia Egipto.
- 1995: se hunde el carguero Jamanic K (construido en 1943), tras zarpar de Cabo Haitiano.
- 1997: se hunde un yate alemán.
- 1999: se hunde el carguero Génesis después de zarpar del puerto de San Vicente; su carga incluía 465 toneladas de tanques de agua, tablas, hormigón y ladrillos; informó de problemas con una bomba de achique un poco antes de perder el contacto. Se realizó una infructuosa búsqueda en una área de 85 000 km² (33 000 millas cuadradas).
- 2017: desaparece la aeronave bimotor MU-2B, que transportaba a cuatro personas, había partido el lunes desde Puerto Rico con destino a Florida, pero se perdió el contacto poco después del despegue. [17]

## Incidentes notables

### USS Cyclops
El incidente que resultó en la mayor pérdida de vidas en la historia de la Marina de los EE. UU. no relacionada con el combate ocurrió cuando el USS Cyclops, que transportaba una carga completa de mineral de manganeso y con un motor fuera de servicio, desapareció sin dejar rastro con una tripulación de 309 personas en algún momento después del 4 de marzo de 1918, después de partir de la isla de Barbados. Aunque no hay pruebas sólidas acerca de su desaparición, existen teorías independientes como tormentas y actividad enemiga en tiempos de guerra. Además, dos de las naves hermanas de Cyclops, Proteus y Nereus, se perdieron posteriormente en el Atlántico Norte durante la Segunda Guerra Mundial. Ambas naves transportaban cargas pesadas de mineral metálico similar al que se cargó en Cyclops durante su viaje fatal. En los tres casos, la falla estructural debido a la sobrecarga con una carga mucho más densa que la diseñada se considera la causa más probable de hundimiento.

### Carroll A. Deering

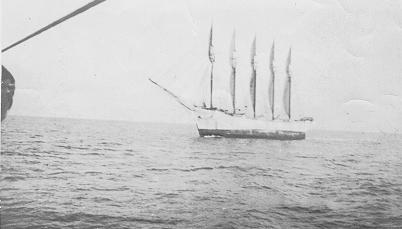
La goleta Carroll A. Deering, vista desde el buque faro Cape Lookout el 29 de enero de 1921, dos días antes de que la encontraran abandonada en Carolina del Norte. (Guardacostas de los Estados Unidos).

Una goleta de cinco mástiles construida en 1919, Carroll A. Deering fue encontrada encallada y abandonada en Diamond Shoals, cerca del Cabo Hatteras, Carolina del Norte, el 31 de enero de 1921. Los rumores y más en ese momento indicaban que el Deering fuera víctima de piratería, posiblemente relacionado con el comercio ilegal de ron durante la Prohibición, y posiblemente involucrando a otro barco, el Hewitt, que desapareció aproximadamente al mismo tiempo.  Pocas horas después, un barco de vapor desconocido navegó cerca de la nave a lo largo de la ruta del Deering e ignoró todas las señales de la nave. Se especula que el Hewitt pudo haber sido este barco misterioso, y posiblemente involucrado en la desaparición de la tripulación del Deering.

### Star Tiger y Star Ariel
G-AHNP Star Tiger desapareció el 30 de enero de 1948, en un vuelo de las Azores a Bermudas; G-AGRE Star Ariel desapareció el 17 de enero de 1949, en un vuelo de Bermudas a Kingston, Jamaica. Ambos eran aviones de pasajeros Avro Tudor IV operados por British South American Airways. Ambos aviones estaban operando al límite de su alcance y el más mínimo error o falla en el equipo podría evitar que llegaran a la pequeña isla.

### Douglas DC-3
El 28 de diciembre de 1948, un avión Douglas DC-3, número NC16002, desapareció en un vuelo desde San Juan, Puerto Rico, a Miami. Nunca se encontraron rastros del avión, o las 32 personas a bordo. Una investigación de la Junta de Aeronáutica Civil encontró que no había suficiente información disponible para determinar la causa probable de la desaparición.

### Connemara IV
Un yate de placer fue encontrado a la deriva en el Atlántico al sur de Bermudas el 26 de septiembre de 1955; generalmente se dice en las historias (Berlitz, Winer) que la tripulación desapareció mientras el yate sobrevivió estando en el mar durante tres huracanes.

La temporada de huracanes de 1955 en el Atlántico muestra que el huracán Janet pasó cerca entre el 14 y el 18 de septiembre, con las Bermudas afectadas por vientos de fuerza casi vendaval. En su segundo libro sobre el Triángulo de las Bermudas, Winer cita una carta que recibió del Sr. J.E. Challenor de Barbados:
La mañana del 22 de septiembre, el Connemara IV se encontraba en un amarre firme en la rada abierta de Carlisle Bay. Debido al huracán que se acercaba, el propietario reforzó las cuerdas de amarre y colocó dos anclas adicionales. Poco más podía hacer, ya que el amarre expuesto era el único fondeadero disponible. ... En Carlisle Bay, el estado del mar tras el huracán Janet era sobrecogedor y peligroso. El dueño del Connemara IV observó que había desaparecido. Una investigación reveló que había arrastrado sus amarres y se había hecho a la mar. 

### KC-135 Stratotankers
El 28 de agosto de 1963, un par de aviones Stratotanker KC-135 de la Fuerza Aérea de EE. UU. colisionaron y se estrellaron contra el Atlántico a 300 millas al oeste de Bermudas. Algunos escritores dicen que si bien los dos aviones chocaron, hubo dos sitios distintos de choque, separados por más de 160 millas (260 km) de agua. Sin embargo, la investigación de Kusche mostró que la versión no clasificada del informe de investigación de la Fuerza Aérea reveló que el campo de escombros que define el segundo "lugar del accidente" fue examinado por un barco de búsqueda y rescate, y se encontró que era una masa de algas y madera flotante enredada en una vieja boya.

### El Vuelo 19 (1945)

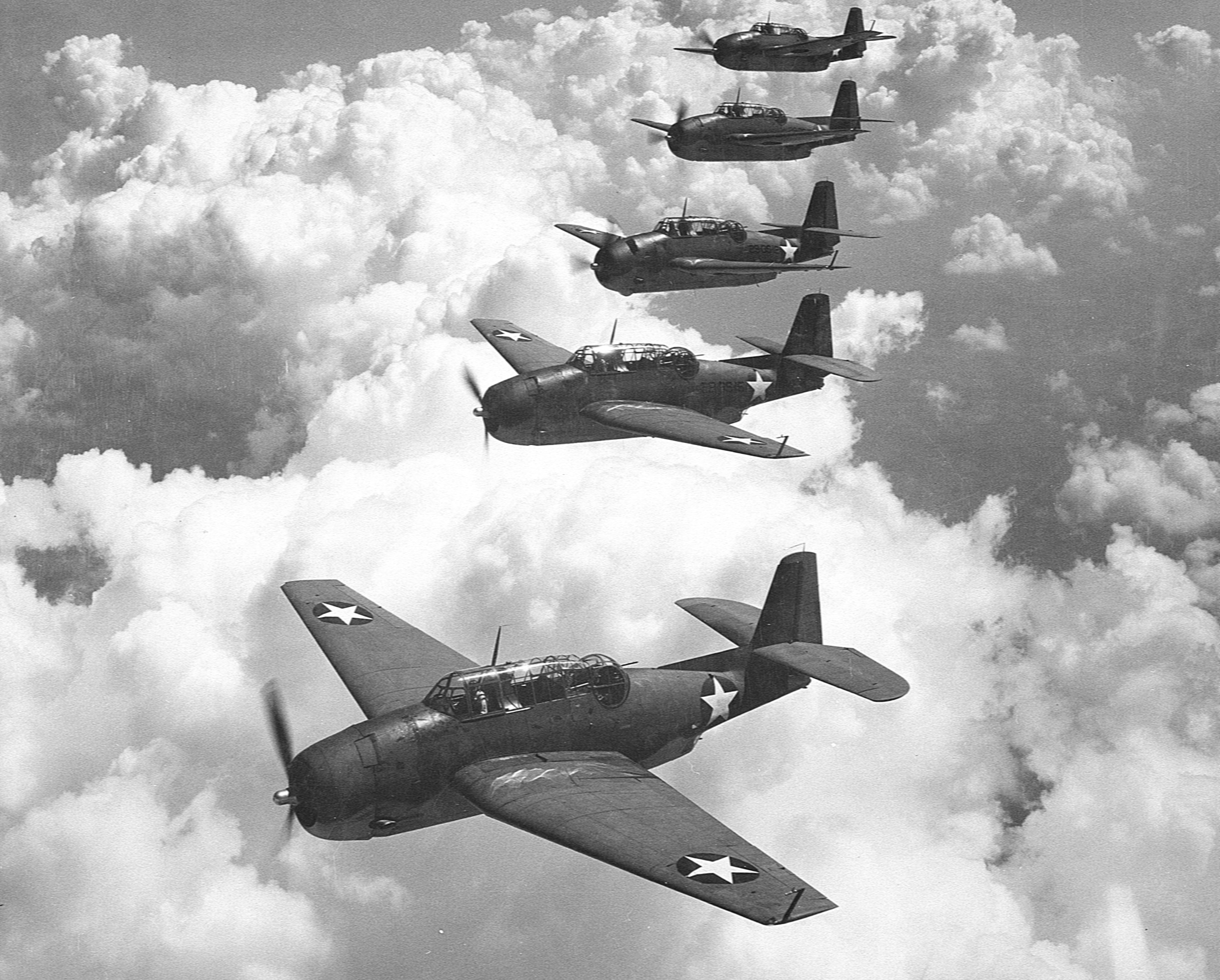
TBM Avenger volando en formación.

Uno de los incidentes más conocidos y probablemente el más famoso sobre el Triángulo de las Bermudas es acerca de la pérdida de un escuadrón de cinco bombarderos TBM Avenger de la Marina de Estados Unidos durante un vuelo de entrenamiento que salió de Fort Lauderdale (Florida) el 5 de diciembre de 1945, hecho conocido como Vuelo 19.
De acuerdo con el libro de Charles Berlitz (1914-2003), una escuadrilla de aviones navales desapareció sin dejar rastros  después de informar varios efectos visuales extraños. Un hidroavión de rescate PBM Mariner también desapareció  durante la búsqueda de esta escuadrilla. Según Berlitz los restos de los TBM Avenger debieron ser encontrados al día siguiente considerando que los restos flotarían y que había un mar tranquilo con cielo despejado. Añade que el informe del accidente de la Marina lo atribuyó a «causas o razones desconocidas».
Mientras que algunos hechos de la versión de Berlitz son exactos, el autor omite hechos importantes y tergiversa otros. La descripción de un experimentado escuadrón de aviadores de combate perdiéndose en una tarde soleada es falsa.
En primer lugar se trataba de pilotos en entrenamiento, que carecían de experiencia, excepto el  jefe de la escuadrilla, el teniente Charles Carroll Taylor, quien había estado en combate y registraba un tiempo de vuelo significativo. Sin embargo, Taylor no había volado en esa área en particular. Además, si bien el teniente Taylor es descrito como alguien calmo y confiable, tanto su hoja de servicio como las transmisiones de radio muestran una realidad diferente: durante la guerra había abandonado su ruta en dos ocasiones, en medio del Pacífico, para regresar al portaaviones después de haberse perdido, mientras que durante el vuelo 19 las transcripciones revelaron que estaba desorientado y no era capaz de tomar decisiones con confianza. El informe original de la Marina reflejaba esta situación, pero fue alterado debido a los deseos de su familia, presentando una imagen favorable del comandante.
En cuanto a las condiciones atmosféricas del día, al momento de recibirse la última trasmisión, el tiempo estaba desmejorando y se avecinaba una tormenta. Los aviones TBM Avenger nunca fueron diseñados para el amerizaje, al contrario de lo que dice Berlitz; la experiencia de combate en el Pacífico demostró que un avión Avenger se hundía muy rápidamente si descendía en el mar, en especial en una región tan peligrosa del Atlántico norte. 
La explicación más probable del suceso es que el jefe de la escuadrilla se desorientó. Habría creído incorrectamente que estaban lejos del sureste de los cayos de Florida y, en consecuencia, habría girado bruscamente hacia la derecha, creyendo que encontraría tierra; en cambio, se encontraban exactamente donde debían estar, más allá  de las Bahamas, por lo cual, al girar a la derecha, se internaron en mar abierto hasta caer, faltos de combustible. Esto explica por qué los aviones todavía no fueron encontrados, ya que muy pocas búsquedas se han concentrado en las inmensas áreas abiertas del océano y se trata de restos que no flotan.
En cuanto al hidroavión Mariner, que también desapareció, un navío en la zona (el SS Gaines Mill) informó de una explosión por encima del agua poco después del despegue del PBM Mariner, y más tarde se pudo divisar una mancha de aceite en ese punto, aunque el mal tiempo impidió que se recobrara cualquier resto, y para cuando el tiempo tormentoso terminó, todos los rastros del accidente ya no estaban ahí. El escenario más probable fue que una fuga de combustible causara la explosión.
Según los informes navales, entre 1942 y 1945 hubo numerosos accidentes de entrenamiento en la base de Fort Lauderdale, los cuales representaron la pérdida de 95 tripulantes.
En 1991, los restos de otros cinco Avengers fueron descubiertos frente a las costas de la Florida, pero los números de serie del motor revelaron que no eran del Vuelo 19, más tarde se supo que eran aviones obsoletos que fueron hundidos adrede.

## Explicaciones de las desapariciones
En este contexto, el científico australiano Karl Kruszelnicki y la Administración Nacional Oceánica y Atmosférica (NOAA) de Estados Unidos declararon que no respaldan el mito asociado a esta región, sosteniendo que los accidentes son simplemente el resultado de probabilidades. "No existen pruebas que indiquen que las desapariciones misteriosas sean más comunes en el Triángulo de las Bermudas que en otras áreas extensas y transitadas del océano", subrayaron. 
Otras de las explicaciones que han dado muchos investigadores para estas desapariciones van desde secuestros por parte de piratas modernos a un simple error humano. Los análisis indican que las fuertes corrientes y la profundidad de las aguas podrían explicar la ausencia de restos, subrayando que varias de las desapariciones atribuidas a esta zona, ocurrieron en verdad a más de 600 kilómetros fuera de sus límites.
Se estima que en los últimos 100 años por esa zona han pasado unas 10 millones de naves (100.000 por año). Se cree que desde mediados del siglo XIX han desaparecido un total de 100 barcos y 50 aviones, es decir, el 0.001% de todas las naves que han pasado por dicho triángulo.
Si bien la zona es una de las que más tráfico aéreo y marítimo registran, la frecuencia de los accidentes es proporcionalmente muy baja, en comparación con otros puntos del globo. La aseguradora marina Lloyd de Londres ha determinado que el triángulo no es más peligroso que cualquier otra área del océano, y no cobra tarifas adicionales por el paso a través de esta región. 
Los archivos de la Guardia Costera confirman esta conclusión. De hecho, el número de supuestas desapariciones es relativamente insignificante considerado el número de naves y aviones que pasan regularmente a través del triángulo.
Aunque ya existía el precedente de Gaddis, tal como se ha explicado, la tasa de accidentalidad de la zona no ofrecía casos suficientes de desapariciones que pudiera incluir en su libro y que tuvieran algún punto no resuelto en la aclaración del accidente. Por este motivo, Berlitz recurrió a diversas estratagemas sensacionalistas en su obra.
Varios de los barcos que Berlitz mencionó no se encontraban en ese enclave geográfico. Es el caso del Mary Celeste, que se hundió entre las islas Azores y la península ibérica. El Freya también lo sitúa en las Bermudas, pero desapareció en el Pacífico,  así como el Raifuku Maru, que desapareció en el Atlántico Norte. 
También hay desapariciones que no son tales, como las del caso de los buques de guerra Proteus y el Nereus (1941) que está constatado que se hundieron en acciones bélicas. Para el hundimiento del Rubicon, Berlitz mintió afirmando que desapareció en circunstancias de clima normal cuando estaba comprobado que hubo una fuerte tormenta en la zona. En otras ocasiones, recurrió a escribir sobre barcos ficticios, como el Stavenger.
Además, el Triángulo de las Bermudas es una de las zonas con más tráfico aéreo y naval de todo el mundo y con incidencias climáticas como tormentas y huracanes que hacen muy factible y explicable la cantidad de naves hundidas, sobre todo antes de la invención de los sistemas de navegación actuales.
El perfeccionamiento de las técnicas de inmersión en aguas profundas para la exploración  es probable que contribuya a que se recuperen o se tengan mayores certezas sobre la mayoría de los barcos perdidos.

### Kusche refuta a Berlitz
Lawrence Kusche, un bibliotecario de la Universidad Estatal de Arizona en la época del incidente del Vuelo 19, a comienzos del año 1975, se sintió intrigado por el número de estudiantes que llegaban preguntando acerca del Triángulo de las Bermudas. Comenzó entonces una exhaustiva investigación de seguimiento de los informes originales que le demandaron 2 años de trabajo. Finalmente publicó sus hallazgos en 1975 en The Bermuda Triangle Mystery: Solved (El misterio del Triángulo de las Bermudas solucionado).
La investigación de Kusche reveló una gran cantidad de incoherencias y falta de exactitud entre los informes de Berlitz y las declaraciones originales de los testigos, participantes y otros involucrados en los incidentes iniciales.
Demostró que muchos de los casos citados por los difusores del supuesto misterio ni siquiera existieron (presentaban números de vuelo falsos o de barcos inventados), y que la mayoría de las tragedias que sí ocurrieron se situaron fuera de los límites del Triángulo. Notó que había casos en que no se informaron datos pertinentes, por ejemplo en el caso del navegante circunnavegador Donald Crowhurst, que Berlitz presentó como un misterio, a pesar de que hubo evidencia clara de que Crowhurst había fraguado el proyecto de su viaje y probablemente se suicidó.
Según Kusche, la credibilidad de Berlitz «es tan baja que virtualmente es inexistente. Si Berlitz informase de que un barco es rojo, las posibilidades de que fuera de otro color constituirían casi una certeza. Dice cosas que simplemente no son ciertas. Deja de lado todo material que contradiga su “misterio”».
Otro ejemplo fue el barco-transporte que Berlitz describió como perdido sin rastro por tres días en el Atlántico cuando estuvo perdido por tres días en un puerto del mismo nombre (Manzanillo) en el océano Pacífico.
Kusche también argumentaba que un gran porcentaje de los incidentes que Berlitz atribuye a la misteriosa influencia del Triángulo de las Bermudas realmente ocurrieron muy lejos de allí. Kusche extrajo varias conclusiones:
- La proporción entre buques y aviones que se informaron como perdidos, y los que atraviesan sin problemas el Triángulo de las Bermudas no fue significativamente mayor que en cualquier otra área del océano.
- En una zona donde son frecuentes las tormentas tropicales repentinas, la desaparición total de algunos barcos no debería considerarse rara, desproporcionada, improbable, ni misteriosa.
- Las estadísticas de los casos fueron exageradas debido a una pobre investigación. Por ejemplo, algunos botes informados como perdidos y que finalmente regresaron a su puerto con retraso, permanecieron registrados como «perdidos».
- En los informes de Berlitz, en las circunstancias de las desapariciones confirmadas se miente o exagera. Por ejemplo, cuando Berlitz informaba de que un barco había desaparecido en un día de sol, los informes del tiempo de esa fecha indican una tormenta tropical.
- «La Leyenda del Triángulo de las Bermudas es un misterio fabricado... perpetuado por escritores que, intencional o ignorantemente, hicieron uso de conceptos erróneos, razonamiento defectuoso y sensacionalismo».[27]

### Críticas escépticas a la creencia en el Triángulo de las Bermudas
Los críticos alegan que Berlitz y otros han exagerado los aspectos «misteriosos» de algunos casos y arguyen que en el Triángulo de las Bermudas no hay más «desapariciones» que en cualquier otra área comparable del océano. Es de notar que la empresa de seguros Lloyd’s de Londres ha determinado que el triángulo no es más peligroso que ninguna otra zona del océano, y no cobra ninguna tasa inusual de aseguramiento por pasar a través de esa área. También la Guardia Costera confirma esto.
En un estudio de 2013, el World Wide Fund for Nature identificó las diez zonas marinas más peligrosas para la navegación, y el «Triángulo de las Bermudas» no se encontraba entre ellas.

## Respuestas racionales
A pesar de las creencias populares, los guardacostas de Estados Unidos y otras fuentes citan estadísticas que indican que el número de incidentes que involucran aviones y buques perdidos no es mayor que en otra parte del mundo igual de transitada.
Mientras que se ha demostrado que muchos de los presuntos misterios no eran tales al analizarlos con detalles, teniendo inexactitudes que circulan durante décadas, algunos pocos todavía no tienen una explicación.
El resto de los casos pueden ser explicados en términos banales. La NOAA argumenta que muchos de los incidentes ocurridos en esa zona pueden ser debido a factores ambientales entre los cuales se hallan:
- La influencia de la Corriente del Golfo, que puede experimentar cambios climáticos bruscos.
- La existencia de numerosas islas en el Mar Caribe, lo cual complica la navegación.
- Evidencia que sugiere que el Triángulo de las Bermudas podría perturbar las brújulas magnéticas y hacer que apunten al norte verdadero en lugar del norte magnético, generando así confusión en la orientación.[24]

El explorador submarino Jacques Cousteau coincidía con Kusche cuando comentó: «El tan comentado triángulo de las Bermudas no es tal punto de desapariciones misteriosas, sino un simple montaje publicitario que radica en el interés de ciertas empresas editoriales por vender libros. Un camelo».

### Hidratos de metano

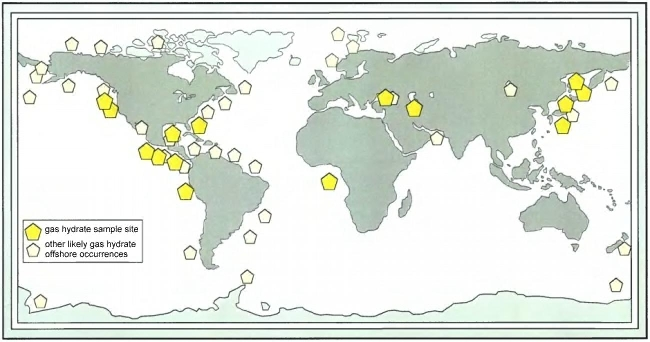
Distribución mundial de los yacimientos de hidrato de metano, en 1996.

Una explicación de algunas de las desapariciones apunta a la presencia de vastos yacimientos de hidratos de metano bajo las placas continentales. En 1981, el Servicio Geológico de los Estados Unidos informó de la aparición de estos hidratos en el área de Blake Ridge, en la costa sudeste de Estados Unidos.
Las erupciones periódicas de metano podrían producir regiones de agua espumosa que podría no dar sustentación suficiente a los barcos. Si se formara un área de este tipo alrededor de un buque, este se hundiría muy rápidamente sin aviso. Los experimentos en el laboratorio han probado que las burbujas pueden realmente hundir un barco a escala, debido a que se disminuye la densidad del agua.
Algunos escritores han sugerido que este hidrato de metano liberado repentinamente en forma de burbujas gigantes de gas, con diámetros comparables al tamaño de un barco, podrían hundirlo.
Mientras que al realizar el experimento con un avión se denota que se podrían haber alterado los indicadores de velocidad, altímetros, medidores de OAT (temperatura exterior del aire), indicadores de viraje e inclinación lateral (giroclinómetro), brújulas, indicadores de velocidad vertical y giroscopios, lo cual haría que se notara que el avión está subiendo a una altura peligrosa y finalmente haría que este descendiera, al descender podría llegar incluso a chocar con el agua, o si no, como se ha escrito anteriormente, podría lograr alterar su brújula y adentrarse al medio del triángulo hasta que este se quede sin combustible y finalmente se desplomará en el agua.

## En otros lugares
Otras áreas que han sido comparadas con el Triángulo de las Bermudas son:
- El Triángulo del Dragón o Triángulo de la muerte, conocido por esos dos nombres ubicado en el mar del Diablo, cerca de Japón. Solo es conocido en la literatura acerca del Triángulo de las Bermudas.
- El Vórtice de Marysburgh ubicado al este del lago Ontario (entre Estados Unidos y Canadá).